# Sosylus strigicollis
Sosylus strigicollis is een keversoort uit de familie knotshoutkevers (Bothrideridae). De wetenschappelijke naam van de soort werd in 1937 gepubliceerd door Carter & Zeck.